# Paranormal Activity
Pour la comédie, voir Pas très normales activités.
Série Paranormal Activity
Paranormal Activity 2
(2010)
Pour plus de détails, voir Fiche technique et Distribution.
Paranormal Activity, ou Activité paranormale au Québec, est un film d'horreur américain écrit, réalisé et produit par Oren Peli sous forme d'un documentaire, produit par Steven Schneider et Jason Blum, sorti en 2009.
Le film met en scène Katie et Micah, témoins de phénomènes surnaturels dans leur maison. La caméra est tenue par Micah, et la prise de vue est de type « found footage » (c'est-à-dire que le film est faussement présenté comme un montage d'enregistrements documentaires, à l'instar du Projet Blair Witch). Le film a obtenu plusieurs nominations dont celle du meilleur premier film aux Film Independent's Spirit Awards pour Oren Peli. Le film a d'ailleurs remporté le Teen Choice Awards du meilleur film d'horreur/thriller.
Paranormal Activity est également le film américain le plus rentable de tous les temps, ; avec un budget initial de 15 000 dollars, il a rapporté quelque 193 356 000 dollars, soit un retour sur investissement de 1 289 000 %.
Il a été monté avec le logiciel Sony Vegas.[réf. nécessaire]

## Synopsis
L'histoire commence le 18 septembre 2006. Micah (Micah Sloat) retrouve sa petite amie Katie (Katie Featherston) avec sa nouvelle caméra dans leur nouvelle maison dans la banlieue de San Diego, en Californie. Katie prétend qu'une présence surnaturelle la hante depuis l'enfance, et estime que cela l'a suivie jusqu'à leur nouvelle maison. Chaque nuit, Micah monte une caméra vidéo sur un trépied dans leur chambre pour enregistrer toute activité paranormale qui pourrait se produire pendant leur sommeil, dans l'espoir de résoudre le problème.
Nuit 1 : 18 septembre
Durant la nuit, les seules choses qui se produisent sont des bruits de pas provenant du couloir et des escaliers.
Par la suite, Katie fait venir un médium, Dr Fredrichs (Mark Fredrichs), chez eux. Elle lui parle de son enfance et de ces phénomènes qui ont commencé par se produire durant sa jeunesse et qui durent jusqu’à présent, et fait visiter la maison au médium. Katie explique les différentes formes de manifestations surnaturelles. Le Dr Fredrichs évalue que ces manifestations sont liées à Katie et aux énergies négatives. Il révèle que ses activités de médium sont plus centrées sur les fantômes des personnes décédées et fait la différence avec les démons et que son intention est de hanter et tourmenter Katie et ce, peu importe où elle va. Le médium fait savoir que le cas des manifestations démoniaques n'est pas son domaine. Il leur conseille de ne pas narguer ou d'essayer de communiquer avec le démon, mais de contacter le démonologue Dr Johann Averies pour qu'il puisse les aider. Bien que Katie semble intéressée, Micah, lui, ne prend pas cela au sérieux.
Nuit 3 : 20 septembre
Durant la nuit, des rugissements se font entendre et la porte bouge.
Nuit 5 : 22 septembre
Au cours de cette nuit, Katie se réveille d'un cauchemar. Le couple entend un bruit et des pas. Voulant savoir d'où cela provient, Micah descend au rez-de-chaussée, accompagné de Katie. Ne trouvant rien de suspect, le couple retourne se coucher.
Le lendemain, Micah fait entendre à Katie et son amie une voix étrange enregistrée la nuit précédente avant le réveil de Katie, et le soir avant de dormir, Micah nargue et provoque ces manifestations.
Nuit 13 : 30 septembre
Après plus d'une semaine sans activité paranormale, durant la nuit, Katie se fait réveiller par un bruit sourd qui réveille par la suite Micah, qui décide d'aller chercher l'origine de ce bruit. Un cri strident se fait entendre. Apeurée, Katie rejoint son petit ami qui descend au rez-de-chaussée et voit le lustre se balancer tout seul.
Nuit 15 : 2 octobre
Durant la nuit, Katie se réveille et passe plusieurs heures debout près du lit à regarder Micah pendant qu'il dort, avant d'aller à l'extérieur pour s'asseoir sur la balançoire, dans le jardin. Micah se réveille et tente de la convaincre de revenir à l'intérieur, mais elle refuse, avec sa voix onirique et détachée. Lorsque Micah va à l'intérieur pour lui chercher une couverture, il trouve la télévision allumée dans la chambre, et est ensuite surpris par Katie, qui l'a suivi à l'intérieur mais il dit qu'il l'a réveillée.
Le lendemain, Katie, en regardant l'enregistrement de cette nuit, raconte à Micah qu'elle ne se souvient de rien, déjà irritée par la réponse désinvolte de Micah à la situation. Elle devient furieuse quand Micah ramène à la maison une planche de Ouija malgré les avertissements du Dr Fredrichs. Les deux sortent en ville, ce soir-là, laissant la planche Ouija dans le salon. Les rideaux et les plantes commencent à souffler autour et la flèche de la planche Ouija se déplace. Un petit incendie se déclenche sur la planche, mais il ne s'éteint qu'au retour des amoureux, Il semble qu'avec l'incendie, la planche leur ait laissé un message méconnaissable et illisible.
Depuis quelques jours, les phénomènes se manifestent et pour en finir une bonne fois pour toutes, Katie veut contacter le démonologue Dr Johan Averies, mais avant cela, Micah a l'idée de mettre de la poudre de talc dans le couloir et la chambre pour une nuit.
Nuit 17 : 4 octobre
Durant la nuit, le couple est réveillé par des bruits. Ils trouvent des empreintes menant de la chambre au grenier. Dans le grenier, Micah trouve une photographie brûlée de la jeune Katie, qui a été précédemment supposée avoir été détruite dans l'incendie de son ancienne maison.
Le lendemain, Katie appelle le Dr Johan Averies mais il n'est pas disponible. Katie recontacte alors le Dr Fredrichs avec qui elle prend rendez-vous.
Nuit 18 : 5 octobre
Durant la nuit, une lumière s'allume et s'éteint avec des bruits de pas qui se font entendre dans l'escalier, ce qui réveille Micah. Lorsqu'il se lève, la porte de la chambre claque. Le claquement se fait entendre, comme si quelque chose tentait d'entrer. Micah sort de la chambre avec Katie et provoque l'esprit. Préférant ne pas retourner dans la chambre, Katie convainc Micah de descendre mais dans les escaliers, le couple entend des rugissements, et finit par retourner dans la chambre.
N'arrivant pas à dormir, Micah retrouve Katie le lendemain dans le canapé. Pendant leur déjeuner, le couple entend un bruit. Ils découvrent que le verre sur une photo d'eux a été brisé, la photo de Micah est rayée. Par la suite Katie sent une présence derrière elle par un souffle chaud dans sa nuque.
Dès son arrivée, le Dr Fredrichs ressent immédiatement que sa présence est indésirable. Il ne peut pas rester dans la maison, en s'excusant malgré leurs supplications pour son aide, affirmant que sa présence met le démon en colère.
Nuit 19 : 6 octobre
Durant la nuit, une ombre se déplace et secoue la couette. Un peu plus tard, une lumière s'allume et s'éteint dans le couloir et un souffle soudain réveille Katie.
Le lendemain, Katie est désorientée, disant que le démon est près d'elle et qu'il est en train de l'observer. Faisant des recherches, Micah a trouvé un site parlant d'une femme, Diane, qui a été victime des mêmes phénomènes. Il pense que c'est le même démon qui agit, et croit que c'est avec le nom de Diane sur le Ouija que l'entité veut faire découvrir l'histoire de cette femme à Katie.
Nuit 20 : 7 octobre
Dans cette nuit, l'activité paranormale commence à devenir physique. Katie est traînée au sol par une force invisible qui la réveille et la sort de la chambre. Cette dernière crie le nom de Micah avant que la porte de la chambre ne se ferme. Micah se précipite dans les escaliers afin de porter secours à sa copine qui est en train de crier. Il revient dans la chambre avec Katie, complètement en panique et la réconforte.
Stressé et épuisé, Micah découvre la blessure sur le dos de Katie. Il la trouve plus tard au rez-de-chaussée, saisissant une croix si étroitement qu'elle ensanglante sa paume. En colère contre une situation qu'il ne peut plus contrôler, Micah brûle la croix et la photo trouvées dans le grenier. Lorsqu'il est sur le point de partir, une soudaine apathique et alanguie Katie insiste que tout ira bien maintenant, d'une voix plate.
Nuit 21 : 8 octobre
Durant la nuit Katie recommence à se réveiller pour se tenir une fois de plus debout, à regarder Micah dormir pendant environ deux heures, puis descend les escaliers. Après un moment de silence, Katie hurle le nom de Micah, ce dernier se réveille brutalement et se précipite dans les escaliers. La caméra enregistre ce que l'on peut entendre : Katie criant sans cesse, tandis que Micah tente de lui parler avant de lancer un cri de douleur. Un bref silence est suivi par le bruit de pas lourds qui montent l'escalier lorsque tout à coup, le corps de Micah est violemment projeté contre la caméra, faisant apparaître Katie marchant lentement vers le corps sans vie de Micah, ses vêtements trempés de sang. Accroupie sur son corps, elle renifle Micah puis regarde lentement vers la caméra avec un sourire narquois. En se précipitant sur la caméra, son visage prend un aspect démoniaque.
Dans l'épilogue, un message indique que le corps de Micah a été découvert par la police le 11 octobre 2006, et que Katie a disparu sans laisser de traces.

## Fiche technique
Sauf indication contraire, les informations mentionnées dans cette section peuvent être confirmées par les bases de données cinématographiques IMDb et Allociné,  présentes dans la section « Liens externes ».
- Titre original et français : Paranormal Activity
- Réalisation : Oren Peli
- Scénario : Oren Peli
- Décors : Oren Peli
- Costumes : Ahmedwael
- Photographie : Oren Peli
- Son : Mark Binder, Jim Fitzpatrick
- Montage : Oren Peli
- Production : Jason Blum, Oren Peli, Steven Schneider, 
  - Production déléguée : Steven Schneider
  - Production associée (non crédité) : Toni Taylor et Amir Zbeda
- Sociétés de production : Blumhouse Productions et Solana Films, présenté par Paramount Pictures et Dreamworks Pictures
- Sociétés de distribution : Paramount Pictures (États-Unis) ; Wild Bunch Distribution (France)[4],[5] ; Kinepolis Film Distribution (Belgique)[5] ; Frenetic Films (Suisse romande)[5]
- Budget : 13 500 $[6] ; 15 000 $[7]
- Pays de production :  États-Unis
- Langue originale : anglais
- Format : couleur — 35 mm — 1,85:1 — son Dolby Digital
- Genre : épouvante-horreur, thriller
- Durée : 87 minutes / 84 minutes (version non censurée) / 97 minutes (version festival)
- Dates de sortie[8] :
  - États-Unis : 14 octobre 2007 (Screamfest Horror Film Festival) ; 18 janvier 2008 (Slamdance Film Festival) ; 6 septembre 2009 (Festival du film de Telluride) ; 25 septembre 2009 (sortie limitée) ; 16 octobre 2009 (sortie nationale)
  - Québec : 16 octobre 2009[9]
  - Belgique : 25 novembre 2009[10]
  - France, Suisse romande : 2 décembre 2009[11],[12]
- Classification[13] :
  - États-Unis : les enfants de moins de 17 ans doivent être accompagnés d'un adulte (R – Restricted)[N 1]
  - France : tous publics avec avertissement[14],[N 2]
  - Belgique : tous publics (Alle Leeftijden)[10]
  - Québec : 13 ans et plus (horreur) (13+ / 13 years and over)[9]

## Distribution
- Katie Featherston (VF : Aurore Bonjour) : Katie
- Micah Sloat (VF : Benoît DuPac) : Micah
- Amber Armstrong (VF : Laurence Ursino) : Amber, la voisine
- Mark Fredrichs (VF : Christian Peythieu) : Dr Fredrichs, le médium
- Ashley Palmer : Diane, la fille sur Internet

## Production

### Genèse du film
Ce que le réalisateur Oren Peli voulait faire, « c'est réaliser un film qui symbolise la tendance du cinéma de genre de la génération actuelle, tout comme on a dit qu'après la scène de la douche de Psychose, on ne pourrait plus jamais prendre de douche, ou qu'après Les Dents de la mer ou Open Water : En eaux profondes, on ne pourrait plus nager dans la mer, ou encore qu'après Le Projet Blair Witch on ne pourrait plus camper dans les bois. Je me suis dit qu'on ne pouvait plus dormir dans sa propre maison. Par conséquent, si j'arrive à faire en sorte que les gens aient peur de se retrouver chez eux, j'aurai réussi mon coup. Je veux infiltrer les thèmes horreur/fantastique au sein de chaque foyer et par conséquent développer une paranoïa à l'image de l'actrice principale. »

### Attribution des rôles
Parmi les plus de cent cinquante acteurs dans les séances de casting organisées à San Diego, le réalisateur a choisi Katie Featherston et Micah Sloat qui « formaient un couple parfaitement crédible qui donnait l'impression de se connaître depuis des années. Ils se parlaient de leurs vacances et du fait que la mère de Katie n'était pas ravie qu'ils habitent ensemble. Ils ont tout de suite imaginé un passé à leurs personnages. C'est à ce moment-là que j'ai compris que j'allais pouvoir mener le film à bien car je ne me voyais pas le faire si je ne trouvais pas des comédiens vraiment convaincants ».

### Tournage
Le long-métrage a entièrement été tourné en sept jours pour un budget de 13 500 dollars chez le réalisateur Oren Peli à San Diego en Californie. Il a dû refaire les parquets, les meubles, les tableaux, etc. pour le décor du film — ce que sa compagne lui demandait vainement depuis leur emménagement.[réf. nécessaire]
Afin de donner au film l'ambiance documentaire souhaitée, l'acteur Micah Sloat devait filmer lui-même l'essentiel du métrage. Coup de chance : le comédien avait également été cadreur pour la chaîne de télé de son université... au point de proposer un cadrage trop parfait par rapport aux souhaits d'Oren Peli :
« Il cadrait extrêmement bien, se souvient le réalisateur. Parfois même trop bien. Je lui demandais alors de fermer le viseur et de se contenter de faire le point et d'appuyer sur le déclencheur »

## Accueil

### À sa sortie
L'équipe marketing a développé la stratégie suivante pour promouvoir le film : une sortie limitée dans un premier temps afin de lancer le buzz, puis une incitation à voter via Facebook pour déterminer le parc d'exploitation du film, à la manière des groupes de rock indépendants. Une première pour un film, et une stratégie payante.
Mais ce qui fit le vrai succès du film chez les cinéphiles était que Steven Spielberg, scénariste et producteur du film Poltergeist, déclara avoir pris peur durant toute la projection du film.

### Box-office
| Pays ou région        | Box-office        | Date d'arrêt du box-office | Nombre de semaines |
| --------------------- | ----------------- | -------------------------- | ------------------ |
| États-Unis Canada     | 107 918 810 $     | 21 janvier 2010            | 17                 |
| France                | 1 105 953 entrées | 26 janvier 2010            | 7                  |
| Total hors États-Unis | 85 436 990 $      | 15 août 2010               | 83                 |
| Total mondial         | 193 355 800 $     | 15 août 2010               | 83                 |

Le film durant sa sortie a été un succès national et international avec près de 110 millions de dollars récoltés uniquement aux États-Unis et près de 200 millions dollars dans le monde entier.
Entre le 9 octobre et le 11 octobre 2009, Paranormal Activity a réalisé le meilleur démarrage de l'histoire au box-office américain pour un film sorti sur moins de 200 copies, avec 7,9 M$ de recettes sur 159 écrans, soit une moyenne de 44 400 dollars par écran.
En France, il a également eu du succès, il a démarré son exploitation à 578 325 entrées, pour un total de 1 105 953 entrées en fin d'exploitation,. Il s'agit de l'opus le plus rentable de la saga Paranormal Activity en France, et le seul à dépasser le seuil du million d'entrées,. Il s'agit également de l'opus le plus rentable aux États-Unis,.
- Nombre d'entrées en France : 1 105 953
- Recettes États-Unis : 107 918 810 $
- Recettes mondiales : 193 355 800 $

## Distinctions

### Récompenses
- Screamfest 2007 :
  - Mention honorable pour Oren Peli
  - Trophée du festival de la meilleure actrice pour Katie Featherston
- Teen Choice Awards 2010 : meilleur film d'horreur / thriller

### Nominations
- Fright Meter Awards 2009 : meilleur actrice pour Katie Featherston
- Golden Schmoes Awards 2009 :
  - Meilleur film d'horreur de l'année
  - Film le plus surestimé de l'année
- Rondo Hatton Classic Horror Awards 2009 : meilleur film pour Oren Peli
- Empire Awards 2010 : meilleur film d'horreur
- Fangoria Chainsaw Awards 2010 :
  - Meilleur film à large diffusion
  - Pire film
- Film Independent's Spirit Awards 2010 : meilleur premier long métrage pour Oren Peli
- MTV Movie & TV Awards 2010 : performance la plus effrayante pour Katie Featherston
- People's Choice Awards 2010 : film indépendant préféré
- Scream Awards 2010 : meilleur film d'horreur
- Teen Choice Awards 2010 : meilleur acteur dans un film d'horreur / thriller pour Micah Sloat

## Éditions en vidéo
- En France, le film Paranormal Activity est sorti en VOD le 2 décembre 2009[11], puis en DVD et Blu-ray le 7 avril 2010[27],[28]. Par la suite, le film est ressorti en DVD le 1er janvier 2012[29], en Blu-ray le 8 février 2012[30] et de nouveau en DVD le 3 octobre 2012[31].

## Fins alternatives
Il existe quatre fins différentes de Paranormal Activity :
- Une première fin, The Camera, où Katie remonte du salon et projette Micah sur la caméra et semble le mordre ou le renifler puis elle regarde la caméra, sourit et fonce sur cette dernière avec un sourire malsain et un rugissement infernal. C'est la seule fin diffusée au cinéma, car c'est la seule qui pourrait susciter une suite, le message final disant que Katie a disparu sans laisser de traces pourrait laisser penser à un second opus.
- Une deuxième fin, The Cops, est la fin alternative. Dans celle-ci, Katie remonte du salon après avoir tué Micah. Elle attend ensuite 2 jours assise à côté du lit. Dans un premier temps, Amber vient lui rendre visite. Nous l'entendons découvrir le corps inerte de Micah puis repartir aussitôt. Ensuite, la police arrive, vraisemblablement alertée par Amber. Nous les entendons fouiller les lieux, découvrir le corps, puis, monter dans la chambre du couple. Avant qu'ils n'arrivent, la lumière de la penderie s'allume puis s'éteint, ce qui laisse à penser que " l'entité " se manifeste. Les policiers arrivent dans la chambre, Katie réagit enfin, et se protège de la lumière des projecteurs des policiers. Elle ne semble pas réaliser qu'elle a tué Micah ou même qu'elle tient un couteau en main. Les policiers la mettent en joue, et c'est alors que la porte de la chambre d'amis claque. Apeurés, les policiers tirent sur Katie. Il n'y a personne dans ladite chambre d'amis, et les policiers appellent les secours pour Katie. Ils découvrent (hors caméra) une "photo" qu'ils décident de laisser aux scientifiques, on comprend que c'est la photo que Micah a trouvée plus tôt dans le film, celle où Katie était petite.
- La troisième fin, The Throat, a été diffusée lors d'une seule séance publique. Dans cette dernière, Katie remonte du salon, va devant la caméra et elle se tranche la gorge juste après avoir assassiné Micah.
- La quatrième fin, The teleportation, a été diffusée lors d'une séance privée aux États-Unis. Dans cette dernière, Katie part vers la porte que l'on aperçoit dans Paranormal Activity: The Marked Ones, pour aller dans la maison des "Sages-femmes". On peut d'ailleurs l'apercevoir dans  Paranormal Activity: The Marked Ones, derrière Jesse, lorsqu'il monte les escaliers.

## Médias associés

### Bande dessinée
En décembre 2009, une bande dessinée intitulée Paranormal Activity: The Search for Katie est sortie pour une diffusion sur iPhone. Elle a été dessinée par Scott Lobdell et contient aussi quelques dessins de Mark Badger. Cela a été suivi d'une seconde bande dessinée intitulée A Case Study by Dr Johann Averys DMN.

### Paranormal Activity 2
Le 25 octobre 2009, Paramount Pictures a annoncé qu'une suite du film Paranormal Activity était en discussion. Le président de Paramount Brad Grey a déclaré : « Nous détenons les droits internationaux pour réaliser Paranormal Activity 2 et nous cherchons à savoir si cela se justifie ». Le 3 novembre 2009, Philippe Dauman, chef de la direction de Viacom, a expliqué,, : « Une suite à ce film ne comporterait pas le même effet de surprise, ce serait un moyen de créer une approche intelligente d'une suite… Notre équipe va travailler sur la bonne approche créative et marketing ».
Le réalisateur de Saw VI Kevin Greutert était pressenti pour réaliser Paranormal Activity 2, dont la date de sortie fût prévue le 22 octobre 2010. Néanmoins, il lui a été demandé de réaliser Saw 3D deux semaines avant le premier jour de tournage.
Tod Williams a ainsi réalisé Paranormal Activity 2. Le film est sorti en Amérique du Nord le 22 octobre 2010.

### Paranormal Activity 3
Le 17 novembre 2010, la Paramount a annoncé la sortie de Paranormal Activity 3. À la suite du 2e film au cinéma, le 3e opus est sorti en Amérique du Nord le 21 octobre 2011.
Se situant pendant l'enfance de l'héroïne Katie et de sa sœur Kristie, ce 3e opus raconte le début de ces activités paranormales. Il peut être considéré comme étant le prequel de la saga.

### Paranormal Activity 4
L'histoire de ce Paranormal Activity se déroule 5 ans après la fin du deuxième opus. Cette fois-ci, ce sera une nouvelle famille qui sera victime du démon, mais Katie et son neveu Hunter, qui sont portés disparus à la fin de Paranormal Activity 2 reviennent. Alex, l'aîné de la famille, sentira, elle et son ami Ben, des choses étranges se passer dans la maison. Ensemble, ils découvriront qu'ils sont victimes d'un démon, et que Katie, la mère de Robbie (le petit garçon qui est hébergé par la famille d'Alex) en sera la responsable.

### Paranormal Activity: The Marked Ones
Dans ce film, Jesse, un adolescent venant tout juste d'avoir 18 ans, fraîchement diplômé, assiste à des phénomènes paranormaux. Lui et son meilleur ami Hector décident d’espionner à l'aide d'une petite caméra la voisine du dessous dans une bouche d'aération après avoir entendu des bruits étranges. Ils s'aperçoivent que leur voisine peint un symbole sur une femme nue. Un soir, alors qu'ils entendent beaucoup de bruits provenant de chez leur voisine du dessous, ils décident de sortir et voient un garçon qu'ils connaissent (Oscar) sortant à toute vitesse de chez celle-ci puis quelque temps après le corps de la femme est retrouvé... Par curiosité, Jesse et Hector décident d'aller jeter un coup d’œil dans la maison de la défunte et ils y trouvent une cassette portant le nom de Katie et Kristi. On remarque ensuite plus tard que Jesse a des marques étranges sur son bras, puis il commencera à devenir violent.
Une nuit, alors que celui-ci croit entendre son chien aboyer depuis la maison de la voisine, il décider d'y entrer pour le récupérer, la porte se referme brutalement sur lui et lorsqu'il ressort, il n'est plus du tout pareil qu'avant...

### Paranormal Activity 5: The Ghost Dimension
Dans ce cinquième volet, une famille s'installe dans une nouvelle maison. Le père de famille, accompagné de son frère, trouve un carton contenant de nombreuses cassettes. Lors du visionnage de celles-ci, les phénomènes paranormaux qui avaient commencé s'intensifient notamment autour de la petite fille. Alors qu'ils décident de déménager, l'attitude de leur fille va les en empêcher et même les laisser incompréhensifs.